# Macho Man 2
Macho Man 2 ist ein deutscher Action-Trashfilm von Davide Grisolia aus dem Jahr 2017 und die Fortsetzung des fränkischen Kultfilms Macho Man aus dem Jahr 1985. René Weller, Peter Althof und Michael Messing verkörpern erneut die Charaktere Dany Wagner, Andreas Arnold und Markus Meisner. Der Trashfilm feierte am 27. September 2017 seine Premiere im Cinecittà Nürnberg. Am 1. Mai 2020 wurde der Film im Franken Fernsehen ausgestrahlt und war somit der erste Spielfilm, der jemals im Franken Fernsehen gezeigt wurde.

## Handlung
Auf der Reise von Prag nach Garda stranden die zwei skrupellosen Organmafiosi Azhar Azrail (Bülent Babayiğit) und Sascha Taranov (Anton Kroll) in Nürnberg. Durch einen Autounfall verbrennen alle konservierten Organe, die sich im Transporter der Mafiosi befinden. Azhar und Sascha sind nun gezwungen, neue Ware vor Ort aufzutreiben. Auf ihrer Jagd nach neuen Organen erschießen sie auf offener Straße den Karatemeister Markus Meisner (Michael Messing), der beste Freund von Andreas Arnold (Peter Althof) und Dany Wagner (René Weller). Andreas und Dany nehmen die Verfolgung der Täter in die eigene Hand und gehen auf Rachefeldzug.

## Hintergrund
- Macho Man 2 ist der zweite offizielle fränkische Actionfilm. Der erste Actionfilm Frankens war Macho Man (1985).[6]
- Für die Finanzierung der Fortsetzung wurde eine Crowdfunding-Kampagne gestartet, die allerdings scheiterte. Der Film wurde dennoch erfolgreich realisiert.[7][8]
- Die Dreharbeiten starteten am 5. September 2015 in Italien,[9] obwohl es noch kein Drehbuch und keine fertige Geschichte gab. Grund dafür war eine von der Produktionsfirma kurzfristig festgelegte Deadline für die Fertigstellung des Films. Die Deadline für die Fertigstellung wurde dann auf einen späteren Zeitpunkt verschoben.[10]
- Kurz nach dem Start der Dreharbeiten in Italien im September 2015 wurde das Filmteam ausgeraubt.[11]
- Die Dreharbeiten starteten dann am 28. August 2016 erneut,[12] kurz nachdem Regisseur Davide Grisolia seinen Bachelor-Abschlussfilm Kryonik (2016) fertiggestellt und in einem Nürnberger Kino veröffentlicht hatte.
- Bei den Dreharbeiten einer Kampfszene hat sich Peter Althof mehrfach das Nasenbein gebrochen.[13]
- Der gefährlichste Stunt aus Macho Man 2 befindet sich im letzten Drittel des Films. In einer Szene springt Christoph Zitzmann, der im Film sich selbst spielt, bei ca. 50 km/h von einem fliegenden Helikopter aus 3 Meter Höhe auf ein fahrendes Fahrzeug (Mercedes-Benz G63 AMG 6x6), klettert während der Fahrt am Pick-up entlang, springt durch das Beifahrerfenster in das Fahrzeug hinein und bekämpft dann den Fahrer. Diese Szene wurde ohne Stunt-Double gedreht. Grisolia ließ diese komplette Stunt-Sequenz ungeschnitten.
- Einer von Grisolias Regie-Idolen, der italienische Regisseur Ruggero Deodato, hat in der fränkischen Fortsetzung einen Cameo-Auftritt. Deodato drehte unter anderem Die Barbaren (1987), welcher zu Grisolias Lieblingsfilmen zählt. Grisolia und Deodato trafen sich zum ersten Mal bei einer Filmbörse in Nürnberg und entschieden noch am gleichen Tag, gemeinsam eine Cameo-Szene für Macho Man 2 zu drehen.[14][15]
- In weiteren Rollen spielen unter anderem Diana Herold, David Riedel, Bülent Babayiğit, Anton Kroll, Christoph Zitzmann, Axel Schulz, Firat Arslan, Torsten Heim, Marco Brandes, Andreas Leopold Schadt, Andreas Wolf, Flo Kerschner von Hit Radio N1, Gerald Kappler von Radio Charivari, Guido Wolf von Radio Gong 97,1 und Roman Sörgel (Bembers).[16][17]
- Regisseur Davide Grisolia spielt im Film einen ausgebrochenen Häftling.
- Im Film kommen viele hochwertige Autos vor, unter anderem ein DeLorean DMC-12, bekannt aus der Trilogie von Zurück in die Zukunft.
- Gedreht wurde hauptsächlich in Nürnberg. Einige Szenen wurden auch am Gardasee und in Tschechien gedreht.
- Der Film wurde mit der digitalen Spiegelreflexkamera Canon EOS 5D Mark II gedreht, was für einen Kinofilm unüblich ist.
- Macho Man 2 hatte in den fränkischen Kinos eine sehr starke Konkurrenz: Die Filme Es, Blade Runner 2049, Kingsman: The Golden Circle, Cars 3, The LEGO Ninjago Movie, Bullyparade – Der Film, Barry Seal: Only in America und The Circle liefen zeitgleich neben dem fränkischen Trashfilm im Kino. Durch die positiven Resonanzen, die Mundpropaganda der Zuschauer und die große Medienpräsenz, schaffte es Macho Man 2 trotzdem wochenlang im Kino zu überleben und konnte auch bei den Kinocharts des Cinecittás mitmischen.[18][19]
- In einer Post-Credit-Szene wird eine Fortsetzung mit dem Titel Macho Man 3 angedeutet. Dort wird indirekt angekündigt, dass der 3. Teil „in 32 Jahren (oder früher) im Kino“ laufen wird.
- Am 19. Dezember 2016 fand der letzte Drehtag statt.[20]
- Die Postproduktion des Films soll ziemlich problematisch gewesen sein.[21][22]
- Der Trailer des Films wurde am 14. August 2017 veröffentlicht.[23]
- Macho Man 2 wurde am 18. Dezember 2017 auf DVD veröffentlicht.[24]

## Fortsetzung
Im Februar 2019 gab Regisseur Davide Grisolia bekannt, dass Produzent Peter Althof und er den 3. Teil der fränkischen Macho-Man-Reihe produzieren wollen. Die Dreharbeiten starteten im Juli 2020 in Nürnberg.